# Fluornatrocoulsellit
Fluornatrocoulsellit (ehemals Coulsellit) ist ein sehr seltenes Mineral aus der Mineralklasse der Oxide und Hydroxide. Es kristallisiert im trigonalen Kristallsystem mit der Zusammensetzung (Na1,5Ca0,5)(Mg1,5Al0,5)F6F, ist also ein Natrium-Calcium-Magnesiat mit durch Fluor-Ionen charakterisierter X- und Y-Position.
Fluornatrocoulsellit fand sich erstmals in Form von maximal 2 mm großen, pseudooktaedrischen Kristallen, welche die Flächenformen {0001} und {1231} zeigen. Seine Typlokalität ist das seit 1986 stillliegende Zinn-Kupfer-Bismut-Bergwerk der „Mt Cleveland Mine“ (Koordinaten der Lagerstätte Mt Cleveland Mine), welches sich 14 km südwestlich von Waratah bei der Bergbausiedlung Luina im Heazlewood-Distrikt, Waratah-Wynyard Municipality, westliches Tasmanien, Australien, befindet.
Diese Lagerstätte, seit 1968 Australien zweitwichtigster Zinnlieferant, ist auch Typlokalität für Luinait-(OH) (IMA 2009-046), einem Vertreter der Turmalingruppe mit der Formel Na(Fe2+)3Al6(Si6O18)(BO3)3(OH)3(OH).

## Etymologie und Geschichte
Im Jahre 1986 stiftete der tasmanische Mineralsammler Peter Hall dem „Museum of Victoria“ eine Reihe gut kristallisierter Minerale aus der „Mt Cleveland Mine“ auf Tasmanien. Erste Untersuchungen zeigten, dass es sich hauptsächlich um fluorreiche Spezies wie Morinit, Gearksutit und ein calciumhaltiges Ralstonit-artiges Mineral sowie kaliumreichen Feldspat, Siderit und Vivianit handelte. Die gut ausgebildeten Kristallen des Ca-haltigen Ralstonit-artigen Minerals wurden von William Birch und Allan Pring untersucht, die ihre Ergebnisse im Jahre 1990 veröffentlichten. Die chemische Zusammensetzung deutete auf ein neues Mineral, jedoch verhinderten Schwierigkeiten bei der Bestimmung der Kristallstruktur eine vollständige Beschreibung.
Später konnten die physikalischen, chemischen und strukturellen Eigenschaften des Minerals aus der „Mt Cleveland Mine“ vollständig ermittelt werden. Es wurde der International Mineralogical Association (IMA) vorgelegt, die es im Jahre 2009 unter der vorläufigen Bezeichnung IMA 2009-070 anerkannte. Die wissenschaftliche Erstbeschreibung dieses Minerals erfolgte im Jahre 2009 durch ein australisches Forscherteam mit William D. Birch, Ian E. Grey, W. Gus Mumme und Allan Pring im australischen Wissenschaftsmagazin Australian Journal of Mineralogy. Die Autoren benannten das neue Mineral zu Ehren von Ruth Elise Coulsell (1912–2000) als Coulsellit (englisch Coulsellite). Ruth Coulsell, eine „enthusiastische Sammlerin, generöse Stifterin und engagierte Lehrerin“, war Gründungs- und Ehrenmitglied der Mineralogical Society of Victoria.
Obwohl bereits William Birch und Allan Pring das Mineral als Ralstonit-ähnlich und Willian Birch und Kollegen im Jahre 2009 die Struktur des Coulsellits als modifiziertes Pyrochlor-Gerüst erkannten, wurde Coulsellit bei der Überarbeitung der Nomenklatur der „Pyrochlorgruppe“ zur neuen Pyrochlor-Obergruppe (Pyrochlor-Supergruppe) „vergessen“. Erst im Jahre 2017, nachdem 2016 die Anerkennung durch die International Mineralogical Association (IMA) erfolgt war, benannten Daniel Atencio, Marcelo B. Andrade, Artur Cezar Bastos Neto und Vitor Paulo Pereira den Coulsellit in Fluornatrocoulsellit um und gliederten ihn in die Coulsellitgruppe innerhalb der Pyrochlor-Obergruppe ein. Während der weiteren Überarbeitung der Nomenklatur der Pyrochlor-Obergruppe (Pyrochlor-Supergruppe) wurde weiterhin festgelegt, dass der Vertreter der Pyrochlor-Obergruppe mit einer durch M2+-Kationen dominierten B-Position im Kristallgitter und darunter der Dominanz von Mg sowie einer durch F− dominierten X-Position in die Coulsellitgruppe zu stellen sind. Da aber eine Mineralgruppe mindestens aus zwei Mineralen bestehen muss, kann derzeit (2018) die Coulsellitgruppe nicht als Mineralgruppe angesehen werden, da Fluornatrocoulsellit das momentan einzige Mitglied dieser Gruppe wäre. Fluornatrocoulsellit wird deshalb als nicht zugeordneter Vertreter der Pyrochlor-Obergruppe betrachtet. Die Bezeichnung „Coulsellit“ wurde diskreditiert.
Das Typmaterial für Fluornatrocoulsellit (Coulsellit) wird unter der Katalognummer M41450 (Holotyp) in der Sammlung des zum Melbourne Museum gehörenden „Museum Victoria“ in Melbourne, Australien, aufbewahrt.

## Klassifikation
Die aktuelle Klassifikation der International Mineralogical Association (IMA) zählt den Fluornatrocoulsellit zur Pyrochlor-Obergruppe mit der allgemeinen Formel A2–mB2X6–wY1–n, in der A, B, X und Y unterschiedliche Positionen in der Struktur der Minerale der Pyrochlor-Obergruppe mit A = Na, Ca, Sr, Pb2+, Sn2+, Sb3+, Y, U, □, oder H2O; B = Ta, Nb, Ti, Sb5+ oder W; X = O, OH oder F und Y = OH−, F, O, □, H2O oder sehr große (>> 1,0 Å) einwertige Kationen wie K, Cs oder Rb repräsentieren. Zur Pyrochlor-Obergruppe gehören neben Fluornatrocoulsellit noch Fluorcalciomikrolith, Fluornatromikrolith, Hydrokenomikrolith, Hydroxycalciomikrolith, Hydroxykenomikrolith, Kenoplumbomikrolith, Oxynatromikrolith, Oxystannomikrolith, Oxystibiomikrolith, Cesiokenopyrochlor, Fluorcalciopyrochlor, Fluornatropyrochlor, Hydrokenopyrochlor, Hydropyrochlor, Hydroxycalciopyrochlor, Hydroxykenopyrochlor, Hydroxymanganopyrochlor, Hydroxynatropyrochlor, Oxycalciopyrochlor, Fluorcalcioroméit, Hydroxycalcioroméit, Hydroxyferroroméit, Oxycalcioroméit, Oxyplumboroméit, Hydrokenoelsmoreit, Hydroxykenoelsmoreit und Hydrokenoralstonit.
Fluornatrocoulsellit ist derzeit ein nicht zugeordneter Vertreter der Pyrochlor-Obergruppe. Beim Nachweis eines weiteren Mitglieds der Pyrochlor-Obergruppe mit Mg2+-Dominanz auf der B-Position und F−-Dominanz auf der X-Position würde innerhalb der Pyrochlor-Obergruppe die Coulsellitgruppe etabliert werden.
In der veralteten 8. Auflage der Mineralsystematik nach Strunz war der Fluornatrocoulsellit noch nicht aufgeführt.
In der zuletzt 2018 überarbeiteten Lapis-Systematik nach Stefan Weiß, die formal auf der alten Systematik von Karl Hugo Strunz in der 8. Auflage basiert, erhielt das Mineral die System- und Mineralnummer III/B.03-042. Dies entspricht der Klasse der „Halogenide“ und dort der Abteilung „Doppelhalogenide“, wo Fluornatrocoulsellit zusammen mit Bøgvadit, Calcjarlit, Colquiriit, Elpasolith, Jarlit, Jørgensenit, Kryolith, Kryolithionit und Simmonsit eine unbenannte Gruppe mit der Systemnummer III/B.03 bildet.
In der seit 2001 gültigen und von der IMA bis 2009 aktualisierten 9. Auflage der Strunz’schen Mineralsystematik hat der Fluornatrocoulsellit keinen Eintrag.
In der vorwiegend im englischen Sprachraum gebräuchlichen Systematik der Minerale nach Dana ist der Fluornatrocoulsellit nicht gelistet.

## Chemismus
Zwölf Mikrosondenanalysen an Fluornatrocoulsellit-Körnern aus der „Mt Cleveland Mine“ ergaben Mittelwerte von 5,93 % Aluminium; 8,41 % Calcium; 14,9 Magnesium; 14,2 % Natrium; 54,8 % Fluor, 1,81 % Sauerstoff, 0,49 % Phosphor, Summe 100,54 %. Auf der Basis von 14 Anionen pro Formeleinheit wurde aus der chemischen Analyse für Fluornatrocoulsellit die empirische Formel Ca0,98Na2,88Al1,03Mg2,86P0,07F13,47(OH)0,53 berechnet, die zu CaNa3AlMg3F14 vereinfacht wurde und Gehalte von 5,67 % Al; 8,43 % Ca; 15,4 Mg; 14,5 % Na und 56,0 % F (Summe 100,00 %) verlangt. Daniel Atencio und Kollegen stellten die Formel bei der Inkorporierung des Coulsellits als Fluornatrocoulsellit in die Pyrochlor-Obergruppe zu (Na,Ca)2(Mg,Al)2F6F um.
Die offizielle Formel der IMA wird mit (Na1,5Ca0,5)(Mg1,5Al0,5)F6F angegeben.
Fluornatrocoulsellit ist das bis heute einzige Mineral mit der Elementkombination Na – Ca – Mg – Al – F. Chemisch ähnlich ist u. a. Fluorcarmoit-(BaNa), Ba□Na2Na2□CaMg13Al(PO4)11(PO3OH)F2.
Innerhalb der Pyrochlor-Obergruppe sind theoretisch durch die vier verschiedenen zu besetzenden Positionen eine Vielzahl von Substitutionsmöglichkeiten vorhanden. Untergruppen-übergreifend ist
Fluornatrocoulsellit das Mg-dominante Analogon des Ta5+-dominierten Fluornatromikroliths und des Nb5+-dominierten Fluornatropyrochlors.

## Kristallstruktur
Fluornatrocoulsellit kristallisiert im trigonalen Kristallsystem in der Raumgruppe R3m (Raumgruppen-Nr. 166) mit den Gitterparametern a = 7,1620 Å und c = 17,5972 Å sowie einer Formeleinheit pro Elementarzelle.
Die Kristallstruktur des Fluornatrocoulsellits (Coulsellits) besteht aus einem Pyrochlor-artigen Gerüst aus eckenverknüpften Oktaedern mit der Zusammensetzung AlMg3F12. Die Al- und Mg-Ionen sind in alternierenden Schichten in Richtung [111] der rhomboedrischen Zelle angeordnet. Die Mg-zentrierten Oktaeder bilden Lagen des hexagonalen Wolframbronze-Typs (HTP) parallel (111), wobei sich die Calcium-Ionen in den Zentren der hexagonalen Ringe in den HTP-Schichten befinden. Die Ca-Atome besitzen eine trigonal-dipyramidale Koordination mit sechs längeren Ca-F-Distanzen zu den F-Atomen des hexagonalen Rings und zwei kürzeren Ca-F-Distanzen zu den Fluor-Atomen über und unter den Ringen.
Die HTP-Schichten alternieren mit den die AlF6-Oktaeder enthaltenen Schichten und den Na-Atomen, welche eine Pyrochlor-artige, gestörte würfelige Koordination mit NaF8 aufweisen. Wenn man lediglich die Metallatome betrachtet, kann die Kristallstruktur des Fluornatrocoulsellits als F-zentrierte kubisch dichteste Packung von (111)-Schichten beschrieben werden, die alternierend die Zusammensetzungen AlNa3 und Mg3Ca besitzen.
Sowohl Ca:Na auf der A-Position als auch Al:Mg auf der B-Position weisen eine vollständige 1:3-Ordnung auf, was in der Struktur der Minerals innerhalb der Pyrochlor-Obergruppe einzigartig ist.

## Eigenschaften

### Morphologie
Fluornatrocoulsellit entwickelt an seiner Typlokalität gut ausgebildete, bis maximal 2 mm große Kristalle, die zumeist zur krustenförmigen Aggregaten verwachsen sind. Die pseudooktaedrischen Kristalle stellen wahrscheinlich Kombinationen aus dem Basispinakoid {0001} und dem ditrigonalen Skalenoeder {1231} dar. Zwillingsbildung kann an den Kristallen optisch nicht beobachtet werden, ist aber anhand der Röntgendiffraktionsdiagramme nachgewiesen.

### Physikalische und chemische Eigenschaften
Die Kristalle des Fluonatrocoulsellits sind farblos bis weiß, während ihre Strichfarbe immer weiß ist. Die Oberflächen des durchscheinenden bis durchsichtigen Fluornatrocoulsellit zeigen einen glasartigen Glanz, was sehr gut mit dem niedrigen Wert für die Lichtbrechung (n = 1,40) übereinstimmt. Fluornatrocoulsellit ist optisch isotrop und weist keine Doppelbrechung auf.
Fluornatrocoulsellit weist keine Spaltbarkeit und auch keine Teilbarkeit auf. Das Mineral bricht aber ähnlich wie Quarz, wobei die Bruchflächen muschelig ausgebildet sind. Mit einer Mohshärte von 4,5 gehört das Mineral zu den mittelharten Mineralen, steht zwischen den Referenzmineralen Fluorit (Härte 4) und Apatit (Härte 5) und lässt sich wie diese mehr (Härte 4) oder weniger (Härte 5) leicht mit einem Taschenmesser ritzen. Die gemessene Dichte beträgt 2,99 g/cm³, die Angaben für die berechnete Dichte schwanken zwischen 2,994 g/cm³ und 3,001 g/cm³.
Das Mineral fluoresziert weder im kurz- noch langwelligen UV-Licht. Angaben zum chemischen Verhalten fehlen.

## Bildung und Fundorte
Fluornatrocoulsellit findet sich an der Typlokalität auf Quarz-Fluorit-Stufen, auf denen sich eine weiße Kruste aus ungewöhnlichen, zum Teil außergewöhnlich gut ausgebildeten Mineralen wie Gearksutit und Morinit befindet. Fluornatrocoulsellit ist in dieser Sequenz fluorreicher Minerale eine frühe Bildung und sitzt oft direkt auf dem Quarz. In der Sukzession folgen Morinit und Gearksutit, was eine Kristallisation aus Na-Ca-Mg-haltigen Lösungen nahelegt, die aus Reaktionen zwischen fluorhaltigen magmatischen Salzlaugen und den umgebenden carbonatischen Gesteinen nahelegt. Die fluorreichen Minerale repräsentieren wahrscheinlich eine Tieftemperatur-Vergesellschaftung, wie sie für mineralisierte Gänge eines späten Entstehungsstadiums sowie Drusen charakteristisch ist. Der genaue Fundort  der fluorreichen Stufen und ihr Fundzeitpunkt sind zwar unbekannt, sie sollen jedoch in den 1970er Jahren in Störungszonen zwischen der 11. und der 15. Sohle gefunden worden sein. Am Vesuv ist Fluornatrocoulsellit ein vulkanogen gebildetes Sublimat in vulkanischen, beim Ausbruch von 1944 generierten Schlacken. In der Lagerstätte „Katuginskoe“ findet sich das Mineral in alkalireichen Graniten wie z. B. Biotit–Amphibol-Graniten, in denen Annit durch Riebeckit und Mikroklin durch Albit verdrängt wurde, was auf Einwirkungen moderat alkalischer Na-F-Lösungen mit niedriger Ca-Konzentration auf den Biotitgranit erklärt wird.
Typische Begleitminerale des Fluonatrocoulsellits in seinem Typmaterial sind Gearksutit, Morinit, Orthoklas (Adular), Bertrandit, Siderit, Pyrit und Vivianit in einer Matrix aus Quarz und Fluorit. Am Zeitfundort, dem Vesuv, wird Fluornatrocoulsellit in einer bleireichen Vergesellschaftung von Parascandolait, Opal, Cerussit, Mimetesit und Phönikochroit begleitet, während seine Paragenese am Drittfundort, der REE–Niob–Tantal-Lagerstätte des Katugin-Komplexes, aus Neighborit, Gagarinit, Fluocerit und Tveitit-(Y) besteht.
Als sehr seltene Mineralbildung konnte der Fluornatrocoulsellit bisher (Stand 2018) erst von vier Fundpunkten beschrieben werden. Die Typlokalität für Fluornatrocoulsellit ist die 14 km südwestlich von Waratah bei der Bergbausiedlung Luina im Heazlewood-Distrikt, Waratah-Wynyard Municipality, westliches Tasmanien, Australien, gelegene Zinn-Kupfer-Bismut-Lagerstätte der „Mt Cleveland Mine“.
Die Cleveland-Lagerstätten waren 1962–1964 erkundet worden, eine detaillierte Untersuchung mit Untertageerkundung, detaillierter Beprobung und metallurgischen Tests erfolgte 1964–1966. Die „Mt Cleveland Mine“ war seit dem Beginn der Förderung im Februar 1968 eine wichtige Zinn-Festgesteinslagerstätte, die bis Juni 1884 ungefähr 5,5 Megatonnen Erz lieferte, aus dem 24.000 Tonnen Zinn und 9.592 Tonnen Kupfer gewonnen worden sind. Die Lagerstätte war im Jahre 1986 ausgeerzt und wurde zu diesem Zeitpunkt abgeworfen. Der wichtigste Lagerstättenteil mit zahlreichen Erzgängen enthielt Linsen mit Pyrrhotin, Pyrit, Markasit und Kassiterit sowie akzessorischen Sulfiden, Silicaten und Fluorit in einer Gangart aus hauptsächlich Quarz und Carbonaten.
Weitere Fundpunkte für Fluornatrocoulsellit sind:
- Vergreiste Gänge in der „Mt Bischoff Tin Mine“ (Koordinaten der Lagerstätte Mt Bischoff Tin Mine), ebenfalls bei Waratah, Waratah-Wynyard Municipality, westliches Tasmanien, Australien, wo 1985 eine Ralstonit-Varietät entdeckt worden ist, in der Calcium Teile des Natriums ersetzt.[6][4]
- Der Stratovulkan Monte Vesuvio (Koordinaten des Vesuvs bei Neapel), Monte Somma-Vesuv-Komplex bei Neapel, Metropolitanstadt Neapel, Region Kampanien in Italien, wo Fluornatrocoulsellit in vulkanischen Sublimaten innerhalb von Schlacken gefunden wurde, welche bei der bislang letzten Eruption des Vesuvs von 1944 entstanden.[16]
- Die Ta-Nb-Lagerstätte Katugin (Katuginskoe) (Koordinaten der Lagerstätte Katuginskoe) auf dem Aldan-Stanovoi-Schild, Aldanhochland, Rajon Tschita (ehemalige Oblast Tschita), Region Transbaikalien, Föderationskreis Sibirien, Russland.[17]

Fundstellen für Fluornatrocoulsellit in Deutschland, Österreich und der Schweiz sind nicht bekannt.

## Verwendung
Aufgrund seiner Seltenheit ist Fluornatrocoulsellit ohne jede praktische Bedeutung und nur für den Mineralsammler interessant.